# ایواموتوچو

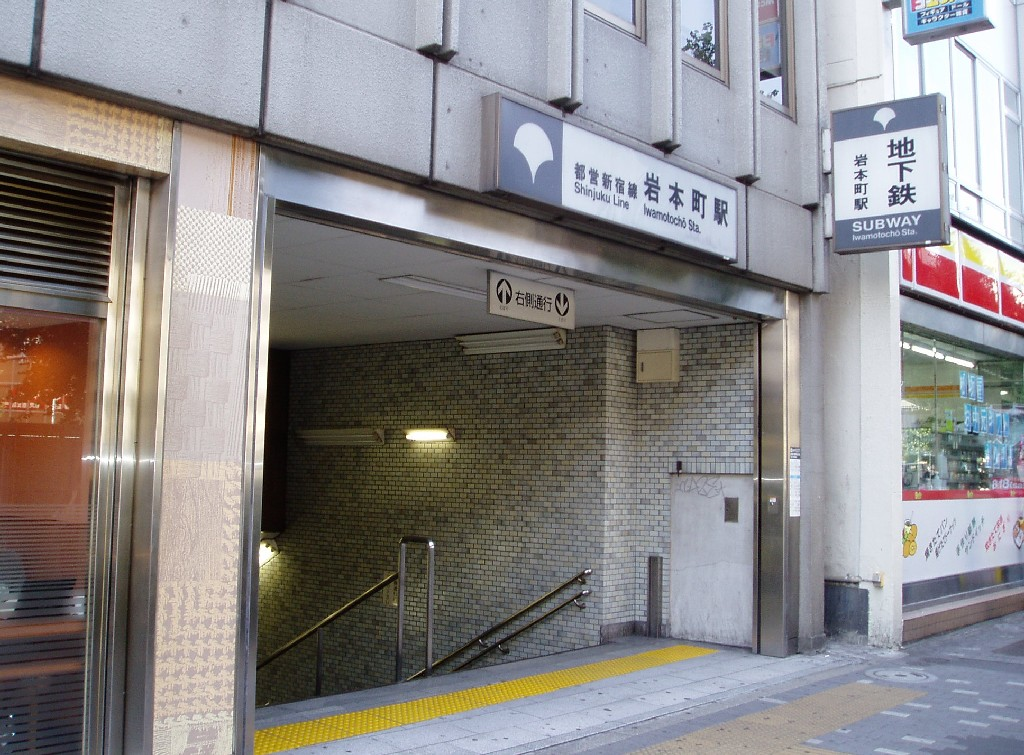
ایستگاه ایواموتوچو

ایواموتوچو (به ژاپنی: (岩本町, Iwamotochō) یکی از محله‌های توکیو پایتخت ژاپن است که در منطقهٔ چیودا واقع شده‌است. این محله به ۳ محلهٔ کوچکتر تقسیم می‌شود. 

## ایستگاه راه آهن
- متروی توئی، خط شینجوکو، ایستگاه ایواموتوچو